# Samarî-Orihovi, Ratne
Samarî-Orihovi (în ucraineană Самари-Оріхові) este localitatea de reședință a comunei Samarî-Orihovi din raionul Ratne, regiunea Volînia, Ucraina.

## Demografie
Componența lingvistică a localității Samarî-Orihovi
     Ucraineană (99,72%)
     Alte limbi (0,27%)
Conform recensământului din 2001, majoritatea populației localității Samarî-Orihovi era vorbitoare de ucraineană (99,72%), existând în minoritate și vorbitori de alte limbi.